# Stade Bedok
Le stade Bedok (en anglais : Bedok Stadium, en malaisien : Stadium Bedok, en chinois : 勿洛体育场, et en tamoul : பிடோக் ஸ்டேடியம்), est un stade multi-sports singapourien (servant principalement pour le football et l'athlétisme) situé dans le quartier de Bedok, à l'est de Singapour.
Le stade, doté de 3 800 places, servait d'enceinte à domicile à l'équipe de football du Geylang United.

## Histoire
Le stade, qui dispose de 544 places de parking, ouvre ses portes au public de 4h30 du matin jusqu'à 8h30 du soir.